# Tu bi-švat
Tu bi-švat (hebrejsky ט״ו בשבט‎, dosl. 15. ševat) se slaví, jak již název napovídá, patnáctý den měsíce ševatu a bývá označován jako „Nový rok stromů“ (ראש השנה לאילנות‎, Roš ha-šana la-ilanot), „Svátek stromů“ (חג האילנות, Chag ha-ilanot) či „Slavnost plodů“. Tu bi-švat připadá většinou na konec ledna případně na začátek února, kdy v Izraeli začínají kvést první stromy (mandlovníky) a označuje začátek nového vegetačního cyklu.
Tu bi-švat patří mezi menší svátky. Nevztahuje se na něj zákaz práce a další zákazy nařízené pro šabat, vysoké svátky a poutní svátky. Sváteční charakter dne je naznačen v liturgii vynecháním modliteb tachanun (kajícné prosebné modlitby).

## Původ svátku
| „                       | Jsou čtyři nové roky. Prvního nisanu je nový rok králů a svátků. Prvního elulu je nový rok pro desátek ze skotu a bravu. Rabi El'azar a rabi Šim'on, jej stanovují na prvního tišri. Prvního tišri je nový rok roků, pro rok odpočinku a jubilejní roky, pro určování orly a desátku ze zeleniny. Prvního švatu je nový rok stromů podle školy Šamaje, avšak škola Hilelova jej stanovuje na patnáctý švat. | “ |
| — Mišna Roš ha-šana 1:1 | |   |

| „                                    | Jaký je důvod (pro ustanovení nového roku stromů na patnáctý švat)? Rabi El'azar řekl jménem rabiho Ošaji: „Protože tou dobou již spadla většina dešťů (a stromy jsou zavlaženy a začínají kvést) a větší část (zimního) cyklu je stále ještě na cestě.“ Jaký to má smysl? Smysl je tento: Ačkoli ještě má přijít delší část zimy, větší část (ročního období) dešťů již minula. | “ |
| — Babylónský talmud, Roš ha-šana 14a | |   |

## Zvyklosti

### Seder na Tu bi-švat
Nejvýznamnější událostí, která se vztahuje k tomuto svátku, je seder – hostina, během které jsou vypity čtyři poháry vína a ochutnány symbolické plodiny. Původ sederu spadá do 17. století a je připisován kabalistům z okruhu Jicchaka Luriji v Safedu. Kabalistický vliv souvisí s koncepcí tzv. sefirotického Stromu života.

#### Čtyři poháry

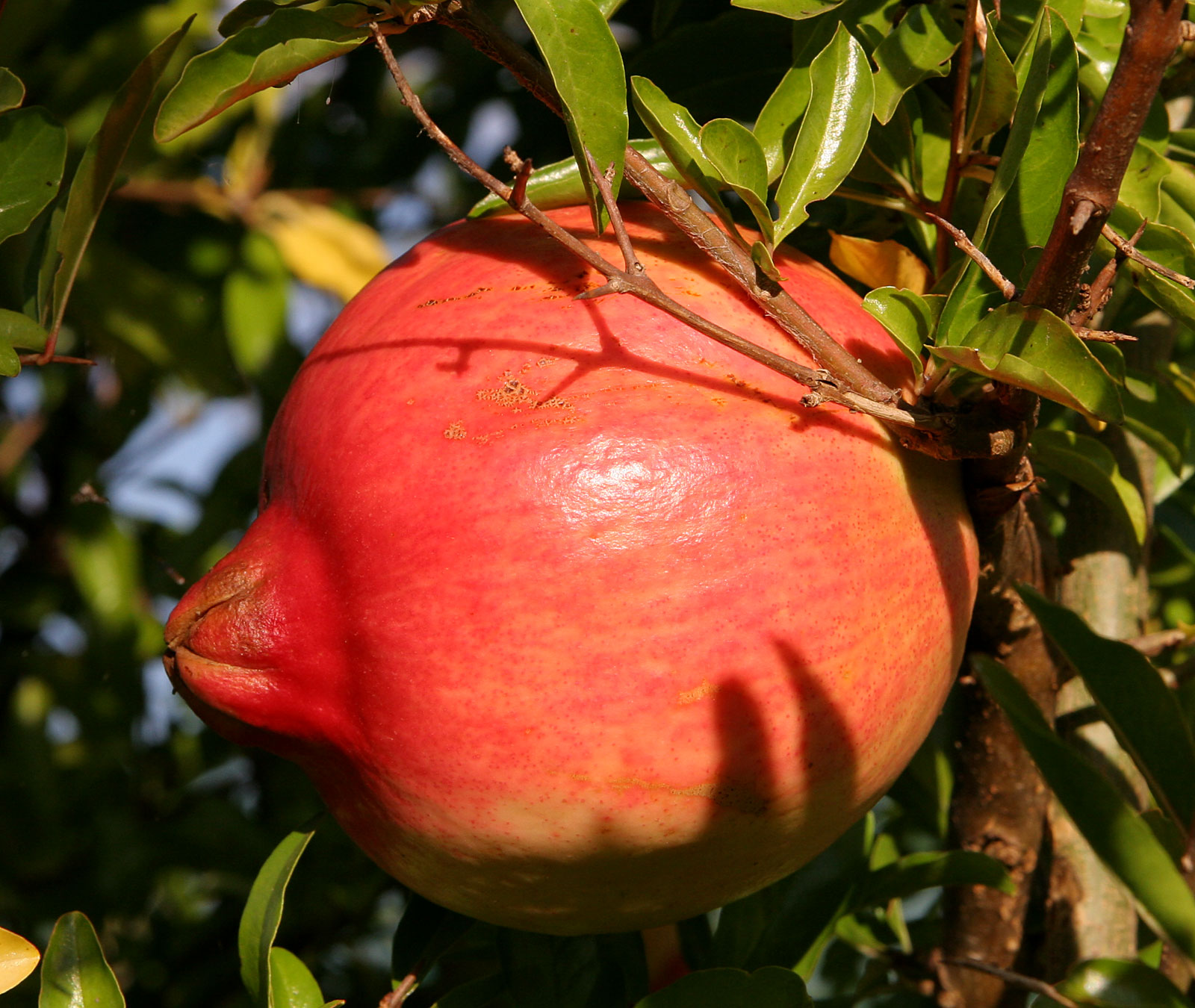
Granátové jablko, jedna z plodin sederu

Čtyři poháry jsou paralelou ke čtyřem pohárům, které se podávají během sederu na Pesach. Čtyři poháry symbolizují čtyři světy, mohou rovněž symbolizovat čtyři pohledy na svět (materiální, citový, intelektuální a duchovní) nebo čtyři přístupy k přírodě a světu (podle moderních výkladů např. sociální, národní, ekologický, všeobecný). Čtyři poháry se vypijí tak, že první pohár obsahuje pouze bílé víno s kapkou červeného, druhý obsahuje (zhruba) třetinu červeného a dvě třetiny bílého, třetí pohár již obsahuje dvě třetiny červeného a jednu třetinu bílého a čtvrtý již pouze červené víno s kapkou bílého. Poměry jsou skutečně pouze orientační a nejsou nijak závazné.

#### Symbolické plodiny
Během sederu se konzumuje řada různých plodů, ať už plodů stromů či země. Na sederovém stole by neměly chybět tyto plodiny:
- Plodiny, kterými dle Tóry oplývá Erec Jisra'el: pšenice, ječmen, vinná réva, fíky, granátové jablko, olivy, datle.
- Plody s tvrdou slupkou, ale měkkým, jedlým vnitřkem (ořechy, pistácie, pomeranče, granátová jablka).
- Plody s měkkým vnějškem, ale tvrdým jádrem (datle, olivy).
- Plody, které se mohou jíst celé (fíky).

### Sázení stromů
Novodobým prvkem v Tu bi-švat je sázení stromů. Vysazování stromů a zakládání lesů se stalo jednou z priorit sionistického hnutí a Židovský národní fond (anglicky Jewish National Fund, hebrejsky: Keren kajemet le-Jisra'el). Od sedmdesátých let dostalo vysazování stromů symbolický význam, který postupně přerůstá v pojetí náboženské, kdy je v období kolem Tu bi-švat zvykem vysadit v Izraeli alespoň jeden strom, v diaspoře se vybírá dobročinný příspěvek na vysázení stromů a kultivaci přírody v Izraeli.